# Петроджет (футбольный клуб)
«Петроджет» (англ. Petrojet) — египетский футбольный клуб из города Суэц. На данный момент выступает в египетской Премьер-лиге.

## Краткая история
Футбольная команда «Петроджет» была основана в 2000 году и  представляет египетскую нефтяную компанию «Petrojet». Она базируется в городе Суэц на берегу Средиземного моря. Команда в сезоне 2006/07 годов впервые вышла в элиту египетского футбола, продемонстрировав свой потенциал и амбиции, ни разу не опустившись за три сезона в элите ниже 5-го места. В 2009 году клуб завершил свой третий сезон на 3-м месте, уверенно завоевав бронзовые медали национального чемпионата.
Домашние матчи команда проводит на стадионе «Суэц», его вместимость составляет 25 тысяч зрителей. Наивысшим достижением клуба является завоевание бронзовых медалей чемпионата Египта в сезоне 2008/09.

## Сезоны
- Чемпионат Египта:

2006/07 — 7-е место
2007/08 — 4-е место
2008/09 — 3-е место
2009/10 — 4-е место
2010/11 — 10-е место
2011/12 — Не доигран
2012/13 — Не доигран
2013/14 — 4-е место
2014/15 — 13-е место
2015/16 — 11-е место
2016/17 — 11-е место
- Кубок Египта: 7

2002-03 — 1/32
2004-05 — 1/16
2006-07 — 1/16
2007-08 — Четвертьфинал
2008-09 — Полуфинал
2009-10 — Четвертьфинал
2010-11 -

## Международные соревнования
- Кубок Конфедерации КАФ: 1

2010 — 1/8

### Индивидуальные достижения
Лучший бомбардир Премьер лиги Египта
- 2007/08 :  Алаа Ибрахим — 15 голов

Второе место :
- 2009/10 :  Эрик Бекое — 13 голов

## Тренеры
- Фатхи Мабрук (2004-05)
- Мохтар Мохтар (2005-10)
- Хельми Тулан (2010—2011)
- Мохамед Омар (2011)
- Таха Басри (2011—н. в.)